# David Owino
David Owino Odhiambo (* 5. April 1988 in Nakuru) ist ein kenianischer Fußballspieler. Er steht seit 2015 bei ZESCO United in Sambia unter Vertrag und spielt für die kenianische Nationalmannschaft.

## Laufbahn

### Verein
David Owino wuchs in Nakuru im Flamingo Estate auf und spielte in seiner Jugend bei Olympic Youth und ab 2004 bei der St. Josephs Academy. Er wurde später in die Kampfmannschaft des St. Joseph Youth FC aufgenommen und spielte dort bis 2008.
Danach wechselte Owino nach Naivasha zum Karuturi Sports Club. Zur Spielzeit 2012 wurde er von Gor Mahia verpflichtet. Dort gewann er in drei Spielzeiten zwei Meisterschaften und feierte einen Pokalsieg.
Seit 2015 steht er nun beim sambischen Erstligisten ZESCO United unter Vertrag und gewann dort bisher weitere acht Titel.

### Nationalmannschaft
Sein Debüt in der kenianischen Nationalmannschaft gab David Owino am 15. Jänner 2012 mit einer 0:1-Niederlage bei einem Freundschaftsspiel gegen Senegal. Nationaltrainer Adel Amrouche beruf ihn ins Nationalteam ein, obwohl er zu der Zeit bei Gor Mahia noch kein Stammspieler war. Im selben Jahr erreichte er das Finale des CECAFA-Cups 2012, wurde jedoch in der ersten Hälfte aufgrund einer Muskelzerrung ausgewechselt. Kenia verlor das Spiel gegen Uganda 1:2.
Bei dem Spiel am 23. März 2013 gegen Nigeria in der Qualifikation zur Fußball-WM 2014 neutralisierte er den Außenstürmer Victor Moses so gut, dass er in Kenia den Spitznamen Calabar – der Name des Spielorts – erhielt.
Sein erstes Tor in der Nationalmannschaft gelang ihm am 8. September ebenfalls während der WM-Qualifikation. Er schoss in der fünften Minute das 1:0-Siegestor gegen Namibia und damit Kenia zum einzigen Sieg in diesem Bewerb.
2013 war er erneut im Kader für den CECAFA-Cup im eigenen Land und konnte mit Kenia nach elf Jahren wieder den Titel gewinnen.

## Erfolge
Verein
- Kenianischer Pokalsieger: 2012
- Kenianischer Meister: 2013, 2014
- CECAFA-Cup-Sieger: 2013
- Sambischer Meister: 2015, 2017, 2018, 2019
- Sambischer Superpokalsieger: 2015, 2017
- Sambischer Pokalsieger: 2016, 2019

Nationalmannschaft
- CECAFA-Cup-Sieger: 2013

Persönlich
- Verteidiger des Jahres bei den KPL Awards 2013
- Spieler des Jahres 2013, verliehen von Goal Kenya